# Greg Cooper
Gregory John Luke Cooper (Gisborne, 10 de junio de 1965) es un entrenador y exjugador neozelandés de rugby que se desempeñaba como fullback. Es el actual entrenador del Utah Warriors.

## Selección nacional
Fue convocado a los All Blacks por primera vez en junio de 1986 para enfrentar a Les Bleus, fue un jugador irregular debido a que competía por su puesto con Anthony Gallagher y Kieran Crowley, jugó su último partido en mayo de 1992 contra el XV del Trébol. En total jugó siete partidos y marcó 63 puntos.

## Entrenador
Dirigió a los Highlanders desde 2003 a 2007 y su mejor temporada fue alcanzar el séptimo puesto en el Súper Rugby 2003.
En julio de 2016 llegó al Stade Français para ser entrenador de los backs y en diciembre se anunció que Cooper sería el nuevo entrenador en jefe tras la partida de Gonzalo Quesada al finalizar la temporada.
Entre 2018 y 2022 fue entrenador del Mitsubishi DynaBoars de la Top League de Japón.
En 2022 fue nombrado entrenador de los Utah Warriors de la Major League Rugby de los Estados Unidos.

## Palmarés
- Campeón de la Copa Desafío de 2016–17.
- Campeón de la Mitre 10 Cup de 1991.